# مایل مک‌نیل
مایل مک‌نیل (به انگلیسی: Michael McNeil) بازیکن فوتبال زادهٔ ۷ فوریه ۱۹۴۰ اهل کشور انگلستان بود که سابقهٔ بازی در تیم ملی فوتبال انگلستان را در کارنامهٔ خود دارد. وی در تاریخ ۸ اکتبر ۱۹۶۰ نخستین بازی ملی خود را در مقابل تیم ملی فوتبال ایرلند شمالی انجام داد و با حضور در ۹ بازی ملی، در تاریخ ۲۸ سپتامبر ۱۹۶۱ واپسین بازی ملی‌اش را در برابر تیم ملی فوتبال لوکزامبورگ برگزار کرد.